# Виллабате
Виллабате (итал. Villabate, сиц. Villabbati) — коммуна в Италии, располагается в регионе Сицилия, подчиняется административному центру Палермо.
Население составляет 19 441 человек (на 2004 г.), плотность населения — 6124 чел./км². Занимает площадь 3 км². Почтовый индекс — 90039. Телефонный код — 091.
Покровителем населённого пункта считается святой Иосиф. Праздник ежегодно отмечается 19 марта.